# Symphony Space
Symphony Space fondata da Isaiah Sheffer e Allan Miller, è un'organizzazione multidisciplinare di arti dello spettacolo al n. 2537 di Broadway nell'Upper West Side di Manhattan. Gli spettacoli si svolgono nel Peter Jay Sharp Theater da 760 posti o nel Leonard Nimoy Thalia da 160 posti. I programmi comprendono musica, danza, teatro, film e letture letterarie. Inoltre Symphony Space offre programmi di alfabetizzazione e il Curriculum Arts Project, che integra le arti dello spettacolo nei programmi di studi sociali nelle scuole pubbliche di New York.
Symphony Space trova le sue origini in un concerto di maratona libera, tappezzato di Bach, tenutosi il 9 gennaio 1978, organizzato da Isaiah Sheffer e Alan Miller. Dal 1978 al 2001 il teatro ha ospitato tutte le produzioni di New York dei New York Gilbert e Sullivan Players.
A partire dal 2010 Symphony Space ospita ogni anno più di 600 eventi, tra cui una maratona annuale gratuita di musica a tappeto; Bloomsday on Broadway (celebra l'Ulisse di James Joyce); e Selected Shorts, trasmessi a livello nazionale su Public Radio International. Anche la compagnia di New York di Revels, Inc., tiene i suoi spettacoli lì.

## Origini antiche dell'edificio
Dal 1915 al 1917 Vincent Astor spese 750.000 dollari della sua fortuna personale nell'Astor Market, un mini centro commerciale di due piani che occupa l'angolo sudoccidentale della 95ª e di Broadway. L'intenzione era di vendere frutta, carne, pesce, prodotti e fiori a prezzi economici, raggiunti attraverso grandi economie di scala. Come era comune con i progetti di costruzione di Astor, lo sfarzo dominava l'architettura, compreso un fregio di graffiti di William Mackay di 88 metri che raffigurava gli agricoltori che portano i loro prodotti al mercato.
Il mercato si rivelò un fallimento. Nel 1917 Astor vendette il mercato a Thomas J. Healy. Le bancarelle furono demolite e lo spazio principale fu trasformato nel Crystal Palace, una pista di pattinaggio e il più piccolo seminterrato divenne il Sunken Gardens, un ristorante. Entrambi furono infine trasformati in cinema. La pista divenne Symphony Theatre e nel 1931 il ristorante fu trasformato nel Thalia Theatre.
Il Symphony Theatre ebbe una storia indistinta e negli anni '70 fu usato per il pugilato e il wrestling. Il sito fu utilizzato per Wall to Wall Bach e spinse Sheffer e Miller ad affittare l'edificio formando Symphony Space.

## Teatro Thalia
Il Thalia Theatre fu costruito dall'architetto teatrale Raymond Irrera e dal suo assistente novizio, Ben Schlanger. Schlanger introdusse numerose innovazioni, tra cui il progetto "parabolico inverso" per il pavimento.
Dopo la seconda guerra mondiale il Thalia si guadagnò la reputazione di un cinema dal repertorio artistico. Tra i suoi frequentatori abituali c'erano Woody Allen, Peter Bogdanovich e Martin Scorsese. Woody Allen lo usò in Io e Annie.
Il Thalia chiuse nel 1987, il suo futuro fu offuscato dalle dispute tra Symphony Space e vari sviluppatori. Dopo che Symphony Space ebbe vinto, il Thalia riaprì brevemente nel 1993 e di nuovo nel 1996. Nel 1999 Sheffer fece in modo che l'interno in stile Art Deco fosse svuotato, irritando alcuni conservazionisti del vicinato. L'interno fu utilizzato come zona di raccolta materiali per la costruzione di un condominio di 22 piani sopra Symphony Space. Successivamente l'interno fu nuovamente ricostruito come teatro e nel 2002 lo spazio fu riaperto come Leonard Nimoy Thalia, in riconoscimento del finanziamento dell'attore.